# Senhora de Oliveira (kommun)
Senhora de Oliveira är en kommun i Brasilien.   Den ligger i delstaten Minas Gerais, i den sydöstra delen av landet, 700 km sydost om huvudstaden Brasília. Antalet invånare är 5 689.
Följande samhällen finns i Senhora de Oliveira:
- Senhora de Oliveira

Omgivningarna runt Senhora de Oliveira är huvudsakligen savann. Runt Senhora de Oliveira är det glesbefolkat, med 20 invånare per kvadratkilometer.